# Њу Рос (Индијана)
Њу Рос (енгл. New Ross) град је у америчкој савезној држави Индијана.

## Демографија
По попису из 2010. године број становника је 347, што је 13 (3,9%) становника више него 2000. године.
| Група             | 2000.       | 2010.       |
| Белци             | 324 (97,0%) | 332 (95,7%) |
| Афроамериканци    | 0 (0,0%)    | 0 (0,0%)    |
| Азијати           | 0 (0,0%)    | 0 (0,0%)    |
| Хиспаноамериканци | 8 (2,4%)    | 6 (1,7%)    |
| Укупно            | 334         | 347         |